# Ida Örvall
Ida Johanna Sophia Örvall (Örwall, Öhrvall), född 28 mars 1862 i Kullerstads socken, Östergötlands län, död 15 mars 1950 i Stockholm, var en svensk målare, tecknare och diakonissa.
Hon var dotter till bruksägaren i Östergötland John Örwall och Agnes Indebetou och studerade vid Konstakademin i Stockholm 1881–1884. Bland hennes mer kända verk märks en akvarell med motiv från Forssa bruk i Södermanland och en teckning med motiv från en spiksmedja i Lerbäcks socken som har använts som illustrationer i olika publikationer. Bland annat illustrerade hon Bertha Seelhorsts bok Hvad djuren berätta 1892.
Örvall upptogs 1899 till diakonissa vid Ersta diakonissanstalt.